# Graham Patrick Martin
Graham Patrick Martin (Metairie, Louisiana; 14 de noviembre de 1991) es un actor estadounidense, más conocido por interpretar a Eldridge en Dos hombres y medio (2010-12) y Rusty Beck en la serie de TNT The Closer y su spin off Major Crimes (2012-18).

## Primeros años
Martin nació en Metairie, Louisiana pero creció en Thibodaux, Louisiana y asistió a Metairie Park Country Day School. Cuando se le preguntó en una entrevista para TNT Noticias, para describirse a sí mismo, él respondió: «Soy un neoyorquino de Nueva Orleans, que vive en Los Ángeles». Cuando se le preguntó lo que le inspiró para actuar, compartió que su hermana mayor fue el primer miembro de su familia en interesarse en la actuación. Martin, sus dos hermanos y su hermana asistieron a un campamento de verano de artes escénicas llamada French Woods, donde «Fui para los deportes acuáticos y paseos a caballo, pero de alguna manera terminaron en una audición para mi primera obra mientras yo estaba allí, tenía ocho años de edad en ese momento, y yo estaba en mi primer musical "El Rey y Yo". Hice tres musicales cada verano en el French Woods, hasta que tenía quince años. La otra influencia fue Leonardo DiCaprio. Vi Titanic en el jardín de infancia y decidí que quería ser como él». Martin actuó por primera vez profesionalmente en el Southern Repertory Theatre y, se entrenó y trabajó como actor en Nueva York durante su adolescencia.
Martin comenzó a aparecer en comerciales a la edad de 12 años, y se mudó a Los Ángeles cuando obtuvo el papel de Trent Pearson en The Bill Engvall Show.

## Vida personal
Martin es un fan acérrimo del equipo de la NFL, los Santos de Nueva Orleans.

## Filmografía
| All  | Título                    | Rol                  | Notas         |
| ---- | ------------------------- | -------------------- | ------------- |
| 2007 | The Girl Next Door        | Willie Chandler, Jr. |               |
| 2010 | Rising Stars              | Garrett              |               |
| 2011 | Monster of the House      | Jamie                |               |
| 2013 | Somewhere Slow            | Danny                |               |
| 2014 | The Girlfriend Experience | Max                  | Cortometraje  |
| 201? | Bukowski                  | Baldy                | Posproducción |

| Año     | Título                       | Rol                | Notas                         |
| ------- | ---------------------------- | ------------------ | ----------------------------- |
| 2006    | Law & Order: Criminal Intent | Benjamin Price     | Episodio: "To the Bone"       |
| 2007-09 | The Bill Engvall Show        | Trent Pearson      | Elenco principal              |
| 2009    | iCarly                       | Pete               | Episodio: "iMake Sam Girlier" |
| 2009    | Jonas                        | Randolph           | Episodio: "Love Sick"         |
| 2010-12 | Two and a Half Men           | Eldridge McElroy   | Recurrente                    |
| 2011    | Good Luck Charlie            | Dustin             | Episodio: "Baby's New Shoes"  |
| 2012    | The Closer                   | Rusty Beck         | Episodio: "The Last Word"     |
| 2012-18 | Major Crimes                 | Rusty Beck         | Principal                     |
| 2013    | The Anna Nicole Story        | Daniel Wayne Smith | Película para televisión      |
| 2015    | Impastor                     | Jasper Simmons     | Episodio: "Genesis"           |
| 2018    | The Good Doctor              | Blake              | Episodio: "More"              |
| 2020    | The Rookie                   | Elvis              | Episodio: "Under the gun"     |